# Lithocarpus palungensis
Lithocarpus palungensis là một loài thực vật có hoa trong họ Cử. Loài này được C.H.Cannon & Manos mô tả khoa học đầu tiên năm 2000.